# Inna Voljanskaja
Inna Vital'evna Voljanskaja, in russo Инна Витальевна Волянская? (Mosca, 5 luglio 1965 – Washington, 29 gennaio 2025), è stata una pattinatrice artistica su ghiaccio sovietica, dal 1991 russa, specializzata nel pattinaggio artistico su ghiaccio a coppie.

## Biografia
Con Valerij Spiridonov, che fu per un periodo anche suo marito, vinse l'argento al St. Ivel International del 1980, l'oro al Blue Swords del 1980, l'argento al Prague Skate del 1981, l'oro al Grand Prix International St. Gervais del 1982, e l'oro al Nebelhorn Trophy del 1982.
I due, dopo essersi ritirati dalle competizioni, pattinarono insieme in spettacoli sul ghiaccio.
Dal 2017 fino alla sua morte, Inna Voljanskaja lavorò come allenatrice di pattinaggio negli USA.
Morì in un incidente aereo, avvenuto nei pressi di Washington, il 29 gennaio 2025, insieme a diversi membri della Federazione USA di pattinaggio. Dopo la collisione con un elicottero militare, il volo di linea American Eagle 5342 (operato dalla compagnia PSA Airlines), su cui viaggiavano e ormai prossimo all'atterraggio, si incendiò, precipitando quindi nel fiume Potomac. Nell'incidente perirono 67 persone in totale.

## Risultati
Con Spiridonov
| Internazionali            | Internazionali | Internazionali | Internazionali | Internazionali |
| Evento                    | 1979–80        | 1980–81        | 1981–82        | 1982–83        |
| ------------------------- | -------------- | -------------- | -------------- | -------------- |
| Blue Swords               |                | 1°             |                | 2°             |
| Nebelhorn Trophy          |                |                |                | 1°             |
| NHK Trophy                |                |                | 4°             |                |
| Prague Skate              |                |                | 2°             |                |
| St. Gervais International |                |                |                | 1°             |
| St. Ivel International    |                | 2°             |                |                |
| Nazionali                 |                |                |                |                |
| Campionati sovietici      | 3°             | 6°             | 4°             |                |